# Dorothea Arnold
Dorothea Arnold (née Schadewaldt ; née en 1935 à Leipzig) est une égyptologue allemande.

## Biographie
Fille du philologue classique Wolfgang Schadewaldt, Dorothea Arnold a étudié à Munich et à Tübingen. Elle obtient son doctorat en archéologie classique à Tübingen en 1963. Elle participe ensuite aux fouilles de l'Institut archéologique allemand au Caire. Depuis 1985, elle travaille pour le Metropolitan Museum of Art de New York. De 1991 jusqu'à sa retraite le 30 juin 2012, elle dirige le département égyptien du musée.
La spécialité d'Arnold est avant tout la céramique égyptienne, qui n'a longtemps reçu que peu d'attention de la part des égyptologues allemands. Au Metropolitan Museum, elle a organisé de nombreuses expositions spéciales.
Arnold est mariée à l'égyptologue Dieter Arnold. Leur fils Felix Arnold est chercheur en archéologie de la construction.

## Publications
- Die Polykletnachfolge. Untersuchungen zur Kunst von Argos und Sikyon zwischen Polyklet und Lysipp, (= Jahrbuch des Deutschen Archäologischen Instituts. Ergänzungheft 25), de Gruyter, Berlin 1969 (thèse de doctorat).
- en tant qu'éditeur, Studien zur altägyptischen Keramik, von Zabern, Mainz, 1982  (ISBN 3-8053-0415-3).
- avec Janine Bourriau, An introduction to ancient Egyptian pottery, von Zabern, Mainz, 1993  (ISBN 3-8053-0623-7).
- The Royal Women of Amarna. Images of Beauty from Ancient Egypt, Abrams, New York, 1996  (ISBN 0-87099-816-1).
- Die ägyptische Kunst (= Beck’sche Reihe. Band 2550. C. H. Beck Wissen), Beck, Munich, 2012  (ISBN 978-3-406-63213-6).